# Алития
 Тази статия е за османския вестник.  За излизалия в годините на Втората световна война вижте Алития (комунистически вестник).  
„Алѝтия. Ла Верита. Политически, икономически, филологически вестник“ (на гръцки: Αλήθεια, в превод Истина) е гръцки всекидневен вестник, издаван в Солун от 1903 до 1910 година.
Това е вторият вестник в Солун на гръцки език след 3-те последователни вестника на Софоклис Гарболас - „Ермис“, „Фарос тис Македонияс“ и „Фарос тис Тесалоникис“.
В 1903 година италианският солунски издател Салваторе Муратори моли за издаване на вестник под италианското заглавие „La Verita“ (Истина). Властите, предполагайки, че ще е на италиански, разрешават - но вестникът започва да се издава на гръцки под редакцията на учителя Йоанис Кускурас. Първият му брой излиза на 27 април или на 12 юни.
Вестникът обръща особено внимание на така наречената Македонска борба и се опитва безуспешно да спечели издръжка от атинското правителство. В крайна сметка вестникът е спрян от властите.
От юни 1909 година Кускурас започва да издава „Неа Алития“ и от 3 август редактор на „Алития“ става Георгиос Хдзикирияку. Вестникът е националнолиберален, но след войните започва да следва консервативна политическа линия.
- Разрешително за издаването на „Алития“
- „Алития“